# Artemisia abrotanum
Artemisia abrotanum es una especie botánica perteneciente a la familia de las asteráceas.  Es originaria de la región meridional de Europa, en especial de Italia y España.

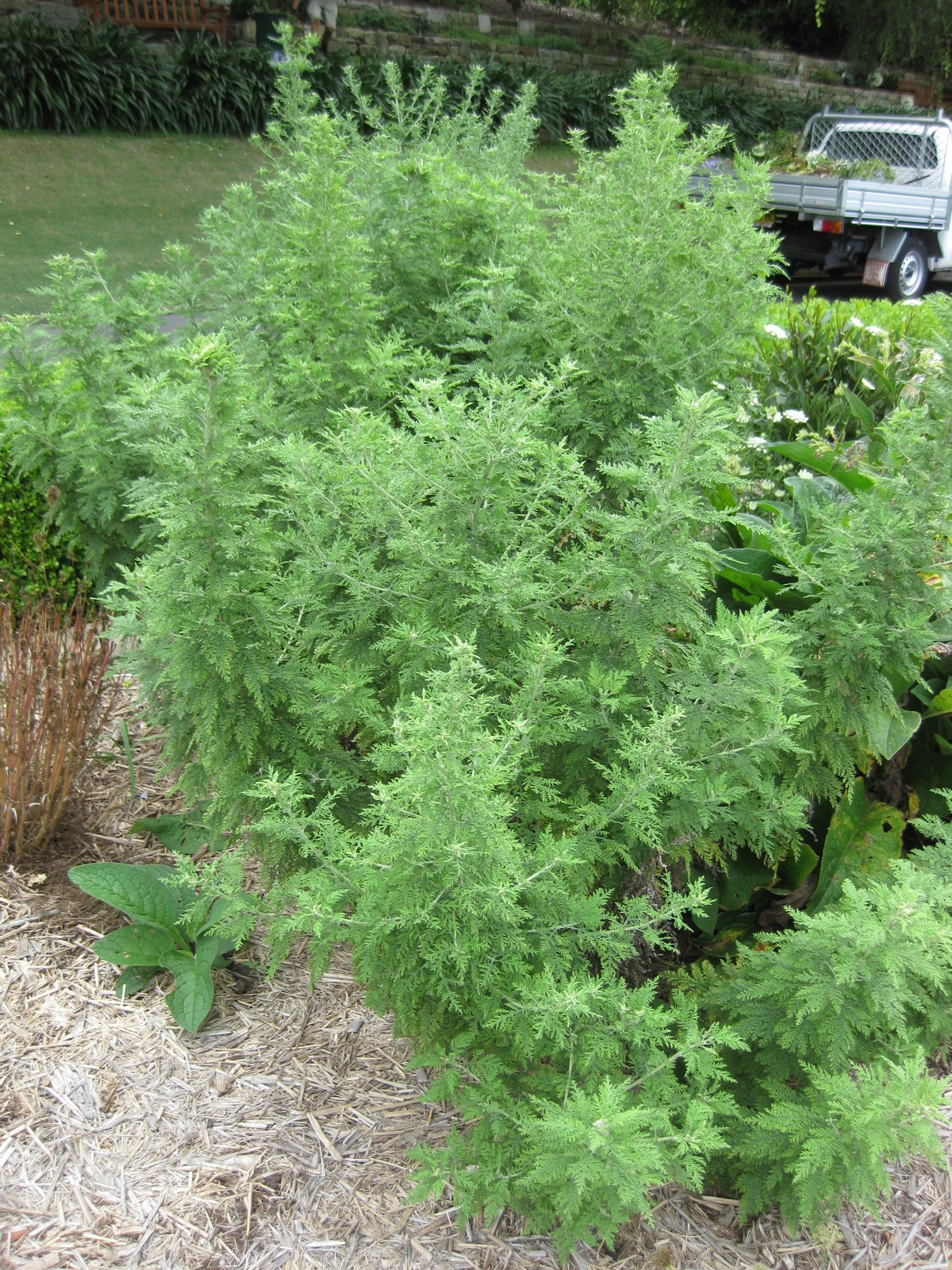
Vista de la planta

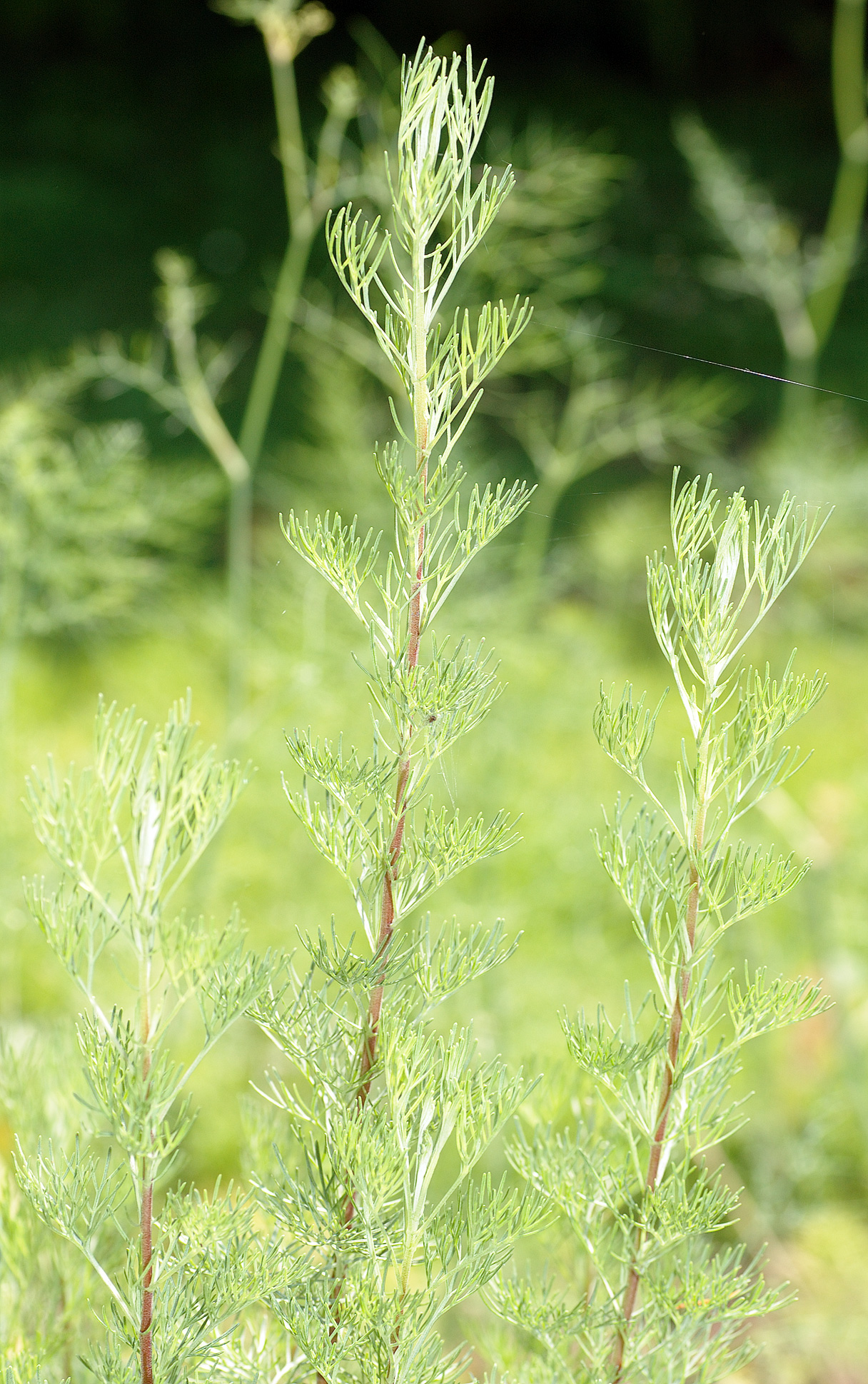
Detalle de la planta

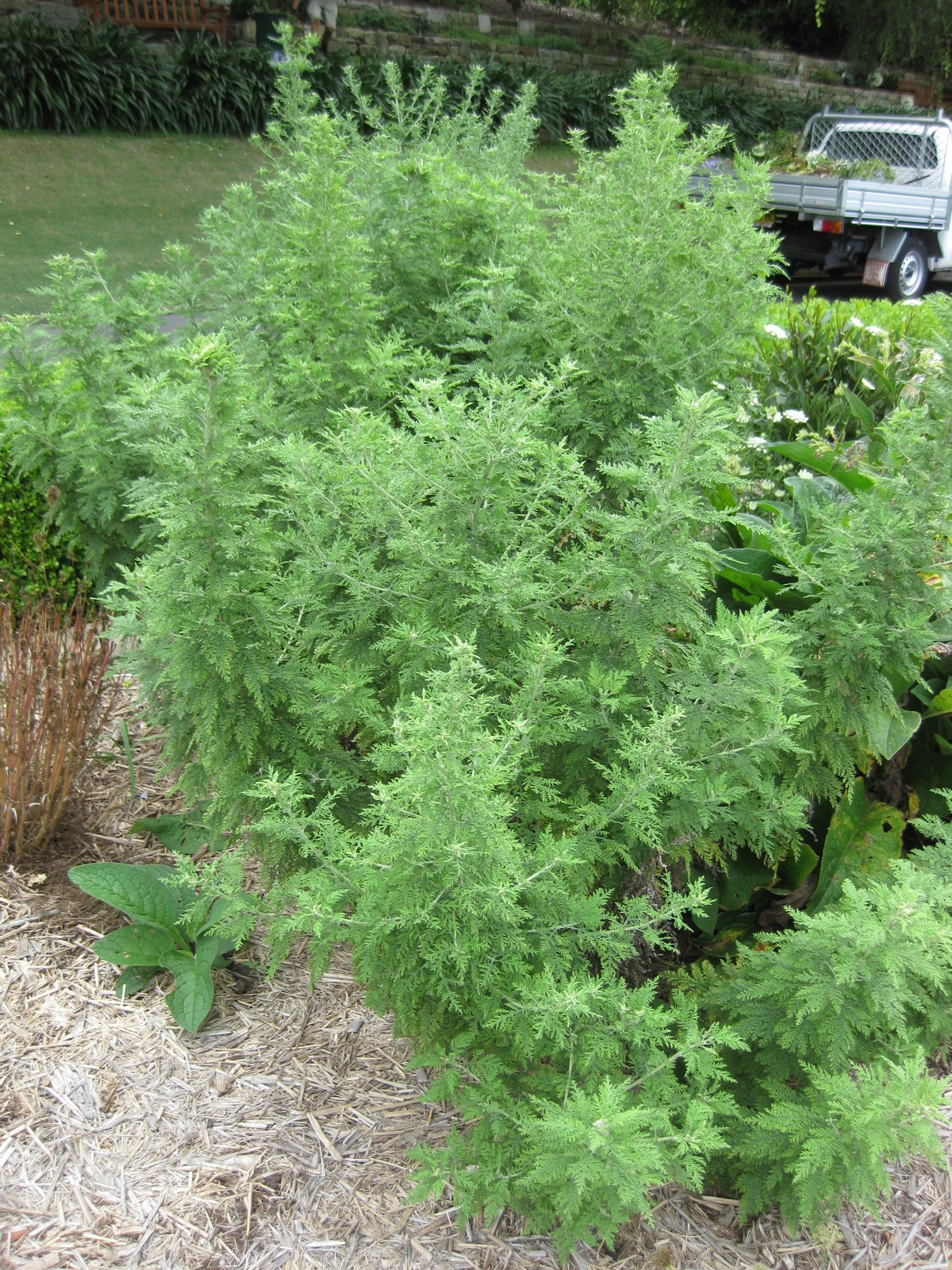
Vista de la planta

## Características
Es una planta casi leñosa  de 0,5-1,3 metros de altura con olor parecido al del ajenjo. Hojas verdes, velludas, pinnadas y divididas en segmentos estrechos. Flores tubulares de color amarillo agrupadas en pequeños racimos colgantes.

## Historia
Se dice que su esencia ahuyenta a los insectos. Los franceses la denominan garde robe y se utiliza para ahuyentar las polillas de los tejidos. El humanista español Andrés Laguna dice: "el macho produce ll tallo de un palmo, e algunas veces mayor, velloso y roxeto". Culpeper comenta: Dioscórides dice que su semilla machacada, puesta en agua caliente y bebida, alivia los dolores y convulsiones propias de la ciática. Las hojas son un buen ingrediente para los fomentos que alivian el dolor, dispersan las hinchazones y paran el proceso de gangrena.
El uso medicinal del abrótano macho es antiguo, como lo demuestra su presencia en la Capitulare de villis vel curtis imperii, una orden emitida por Carlomagno que reclama a sus campos para que cultiven  una serie de hierbas y condimentos incluyendo "abrotanum" identificada actualmente como Artemisia abrotanum.[cita requerida]

## Propiedades
- El aceite esencial (0,2-0,4) contiene thuyona y absintol.
- Contiene derivados cumarínicos como: isofraxidina, umbeliferona y escopoletol.
- Los alcaloides (2-3 %) comprende la abrotina, principio activo con propiedades similares a la quinina.
- Ácidos polifenólicos que comprende ácido caféico y ácido clorogénico. Principios amargos, flavonoides.[1]

### Usos tradicionales
Su decocción es un potente tónico capilar. Aplicado al cabello, promueve el crecimiento de éste, lo fortalece y previene su caída, por lo que es útil en casos de alopecia. En muchos hospitales, se aplicaba en pacientes que se recuperaban de la quimioterapia para que se agilizara el crecimiento del pelo.
Tradicionalmente, también es usado como antihelmíntico suave, tónico y emenagogo. En el sistema digestivo se utiliza como tónico digestivo aromático y amargo. Ejerce un efecto beneficioso sobre la vesícula biliar (colerético) y sobre el estómago. Al igual que el ajenjo, el aceite esencial rico en thuyona, puede producir toxicidad. Las dosis elevadas de abrótano macho pueden producir dolor de cabeza y vértigos.

### Conocimiento actual
Actualmente, se ha documentado que todas las partes aéreas de Artemisia brotanum contienen sustancias que pueden resultar tóxicas para el ser humano, por la presencia en el aceite esencial de monoterpenos bicíclicos y fenilpropanoides.

## Taxonomía
Artemisia abrotanum fue descrita por  Carlos Linneo y publicado en Species Plantarum 2: 845, en 1753.
Etimología
Hay dos teorías en la etimología de Artemisia: según la primera, debe su nombre a Artemisa, hermana gemela de Apolo y diosa griega de la caza y de las virtudes curativas, especialmente de los embarazos y los partos; según la segunda teoría, el género fue otorgado en honor a Artemisia II, hermana y mujer de Mausolo, rey de la Caria, 353-352 a. C., que reinó después de la muerte del soberano. En su homenaje se erigió el Mausoleo de Halicarnaso, una de las siete maravillas del mundo. Era experta en botánica y en medicina.
abrotanum: nombre latino de Artemisia abrotanum.
Sinonimia
- Artemisia elatior Klokov
- Artemisia herbacea Ehrh. ex Willd.
- Artemisia paniculata Lam.
- Artemisia procera Willd.
- Artemisia proceriformis Krasch.[6]
- Artemisia altissima Ehrh. ex DC.
- Artemisia anethifolia Fisch. ex DC.
- Artemisia sabulosa Steven ex DC.
- Artemisia tenuissima Spreng. ex Besser[7]

## Denominación popular
- Castellano: abrótano, abrótano campestre, abrótano macho, alsuila, bálsamo verde, boja, brótano, escoba mujeriega, éter, hierba del éter, hierba lombriguera, lombricera, mamecas, matocas, mesariegas, tomillo de cabezuela, tomillo perruno, yerba lombriguera, yerba lombriguera macho. Aragonés: abrótano macho.[8]